# Michel Crauste
Michel Crauste (Saint-Laurent-de-Gosse, 6 luglio 1934 – Pau, 2 maggio 2019) fu un giocatore e allenatore francese di rugby a 15, il cui ruolo principale era di terza centro, anche se talora era impiegato come flanker; militò in Lourdes e Racing Club.

## Biografia

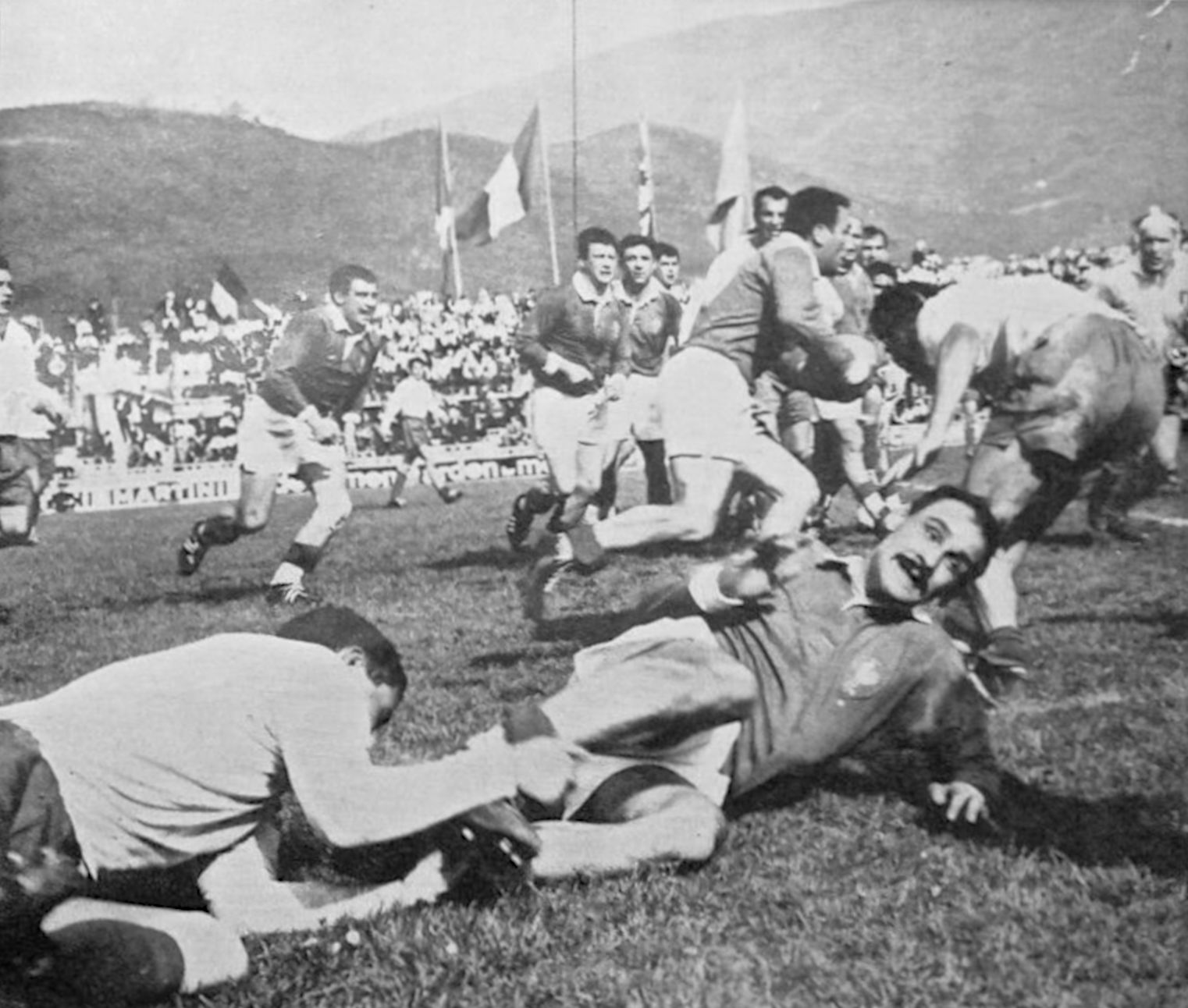
Crauste (in primo piano) con la nazionale francese nel 1962, placcato da un avversario italiano durante un'amichevole a Brescia.

Soprannominato Le Mongol (“il Mongolo”) in ragione del suo aspetto vagamente asiatico e i baffi a manubrio, Michel Crauste è nativo della cittadina aquitana di Saint-Laurent-de-Gosse.
Compì gli studi superiori a Aire-sur-l'Adour e poi frequentò la scuola professionale vicino a Parigi, a Gurcy-le-Châtel.
Assunto all'Électricité de France a Parigi nel servizio che si occupava dell'alimentazione dei trasporti regionali su rotaia, fu ingaggiato dal Racing Club; nel 1955 fu campione di Francia con la squadra militare del club.
Nel 1957 esordì in nazionale francese contro la Romania e l'anno seguente disputò il primo di 8 tornei del Cinque Nazioni consecutivi, vincendone 4 dal 1959 al 1962 (uno dei quali a pari merito con l'Inghilterra).
Nel 1959 fu campione di Francia con il Racing e, alla fine della stagione, si trasferì al Lourdes; chiese pertanto all'EDF il trasferimento e il cambio di mansioni, che gli fu concesso: dapprima fu destinato a Tarbes, poi alla stessa Lourdes.
Nella squadra pirenaica Crauste vinse subito il campionato al termine della sua prima stagione, nel 1960; in nazionale, durante un movimentato Francia - Italia a Grenoble, nel 1963, tenne a battesimo il suo dirimpettaio di mischia azzurro, l'esordiente Marco Bollesan, con il quale ebbe modo di scambiare alcuni colpi duri in gioco chiuso e aperto e al quale al termine dell'incontro regalò la sua maglia numero 8.
Disputò il suo ultimo incontro internazionale a Napoli in Coppa Europa 1965-66 contro l'Italia.
Nel 1968, anno del suo ritiro definitivo, vinse il suo secondo titolo di campione di Francia con il Lourdes, terzo assoluto per lui.
Dopo il ritiro continuò a giocare a livello aziendale, intraprendendo anche l'attività di allenatore. Dapprima nello stesso Lourdes all'inizio degli anni settanta, per poi trascorrere circa un decennio a Morlaàs; nel 1972 fu costretto a smettere di scendere in campo a causa di un incidente di gioco che lo tenne paralizzato per un periodo.
In seguito fu delegato allo sport per i comuni di Lons e Pau; entrato nel comitato direttivo della Fédération Française de Rugby e divenuto, nel frattempo, dirigente dell'EDF, fu accompagnatore della Nazionale francese in un tour negli Stati Uniti in preparazione della Coppa del Mondo di rugby 1995.
Tornato a Lourdes e impegnatosi con alcuni amici nel tentativo di rilanciare il suo antico club, retrocesso nelle serie inferiori, nel 1998 ne accettò la presidenza, incarico che tenne fino al 2013 quando, a 79 anni, si ritirò dalla dirigenza; un anno dopo terminò anche l'incarico di consigliere municipale a Pau, la città dove morì il 2 maggio 2019 a 84 anni.

## Opere
- Michel Crauste, Au feu du rugby, Paris, Solar, 1973.
- Michel Crauste e Christophe Schaeffer, Le Testament du Mongol, Monteux, Les 5 éditeurs, 2015, ISBN 979-1092861051.

## Palmarès
- Coppa delle Nazioni : 1
Francia: 1965-66
- Campionati francesi: 3
Racing club: 1958-59
Lourdes: 1959-60, 1967-68